# Thaumatosmylus delicatus
Thaumatosmylus delicatus is een insect uit de familie watergaasvliegen (Osmylidae), die tot de orde netvleugeligen (Neuroptera) behoort. 
Thaumatosmylus delicatus is voor het eerst wetenschappelijk beschreven door Banks in 1931. De soort komt voor in Sabah.